# Боді-панчохи

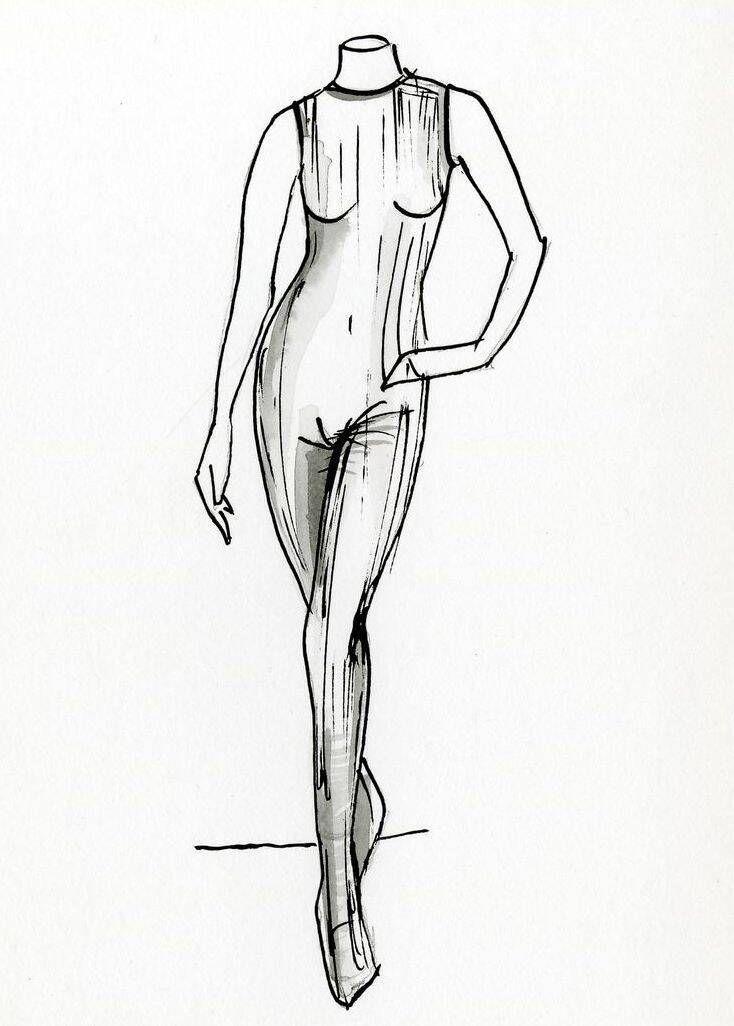
Боді-панчохи (малюнок)

Боді-панчохи або панчохи для тіла (англ. bodystocking) — суцільна спідня білизна, яка облягає ступні, гомілки та тулуб, а іноді й руки, зазвичай їх носять під верхнім одягом. Схожі за зовнішнім виглядом на колготки або нейлонові панчохи, але відрізняються від них та від боді, яке використовуються як сценічний верхній одяг, а також від купальників і спортивного одягу, який носять гімнастки. Боді-панчохи тілесного відтінку, що збігається зі шкірою (в ідеалі, без бретелей) призначені для створення ілюзії оголеності і можуть використовуватися  виконавицями, зокрема танцівницями східного та екзотичного танцю.

## Історія

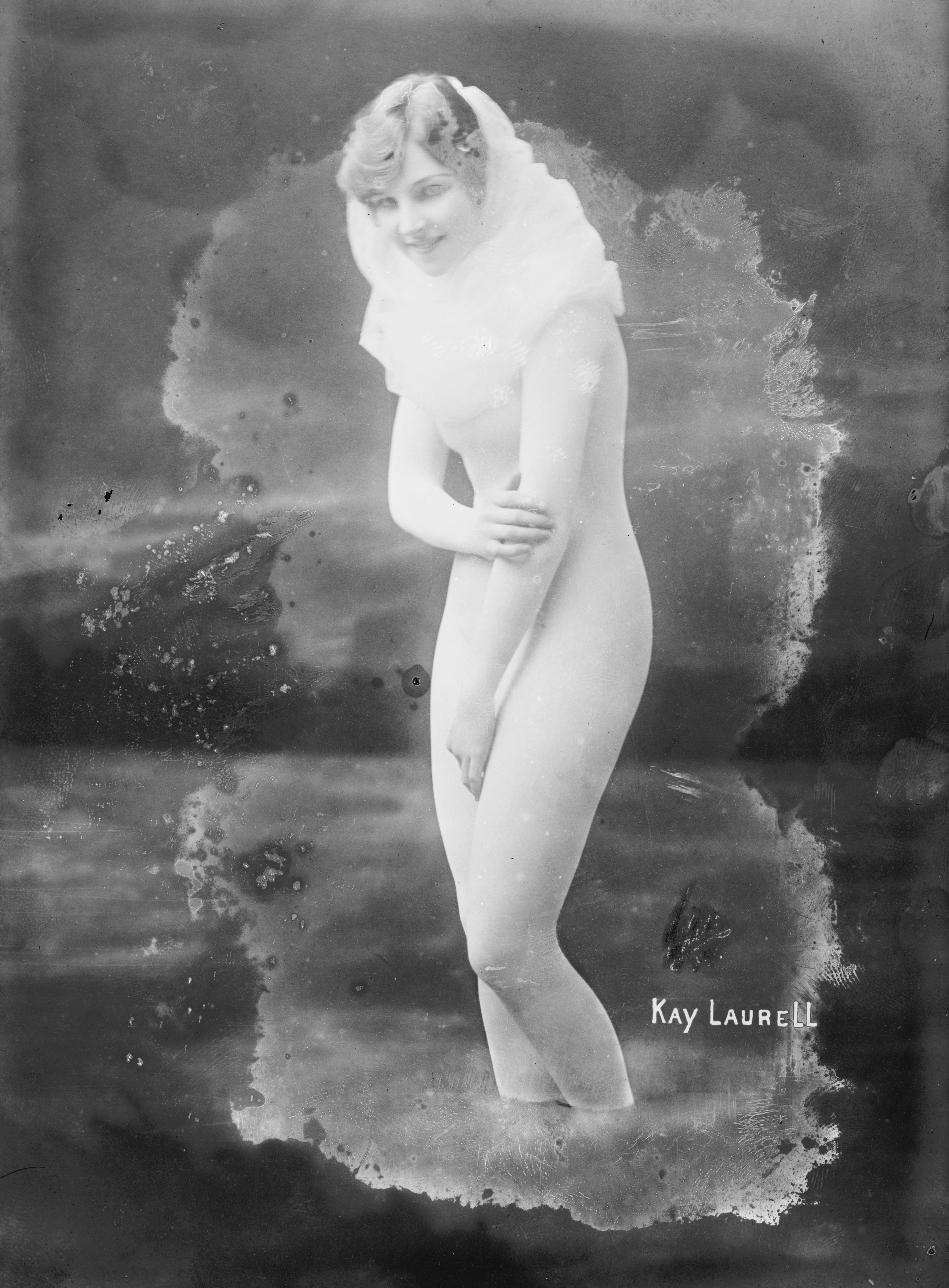
Американська актриса Кей Лорелл в облягаючих боді-панчохах на знімку початку XX століття.

Достеменно невідомо, коли були виготовлені перші натільні панчохи або коли їх вперше одягли. Однак перша відома поява боді-панчіх відбулася в 1861 році, коли американська актриса на ім'я Ада Менкен одягла цей вид одягу на сцену, створивши справжній скандал. Вистава розповідала про трагедію Івана Мазепи, в п’єсі «Мазепа», за мотивами однойменної поеми Байрона, вороги прив'язали її до спини дикого коня. У сцені Менкен носила боді-панчохи тілесного кольору, щоб створити ілюзію оголеності і уникнути справжньої наготи.
Відтоді використання натільних панчіх, що імітують оголену фігуру, набуло широкого розповсюдження. Але лише в 1965 році американський виробник корсетів Warner's запустив виробництво асортименту продукції для широкого загалу.
Натільна панчоха була використана в короткометражному фільмі «Народження перлини» (1901), в якому безіменна довговолоса молода модель носила боді-панчоху тілесного кольору, демонструючи відвертий погляд на жіноче тіло.
Були й провокаційні ролі, яким іноді сприяло носіння панчіх тілесного кольору, як-от Єва в біблійних драмах чи леді Ґодіва на карнавалах.

## Виготовлення
Боді-панчохи виготовляють з нейлону, а також з мережива, ажурної сітки або атласу, або з трикотажного чи непрозорого еластичного і легкого полотна із суміші бавовни та спандексу (такі боді-панчохи відчуваються на шкірі як купальний костюм, тільки м'якші).
Атлас зазвичай використовується лише для верхньої частини боді-панчох, що дозволяє носити їх як блузку під жакетом. Це дозволяє жінці поєднувати спокусливий еротичний вигляд з доброчесністю.

## Опис

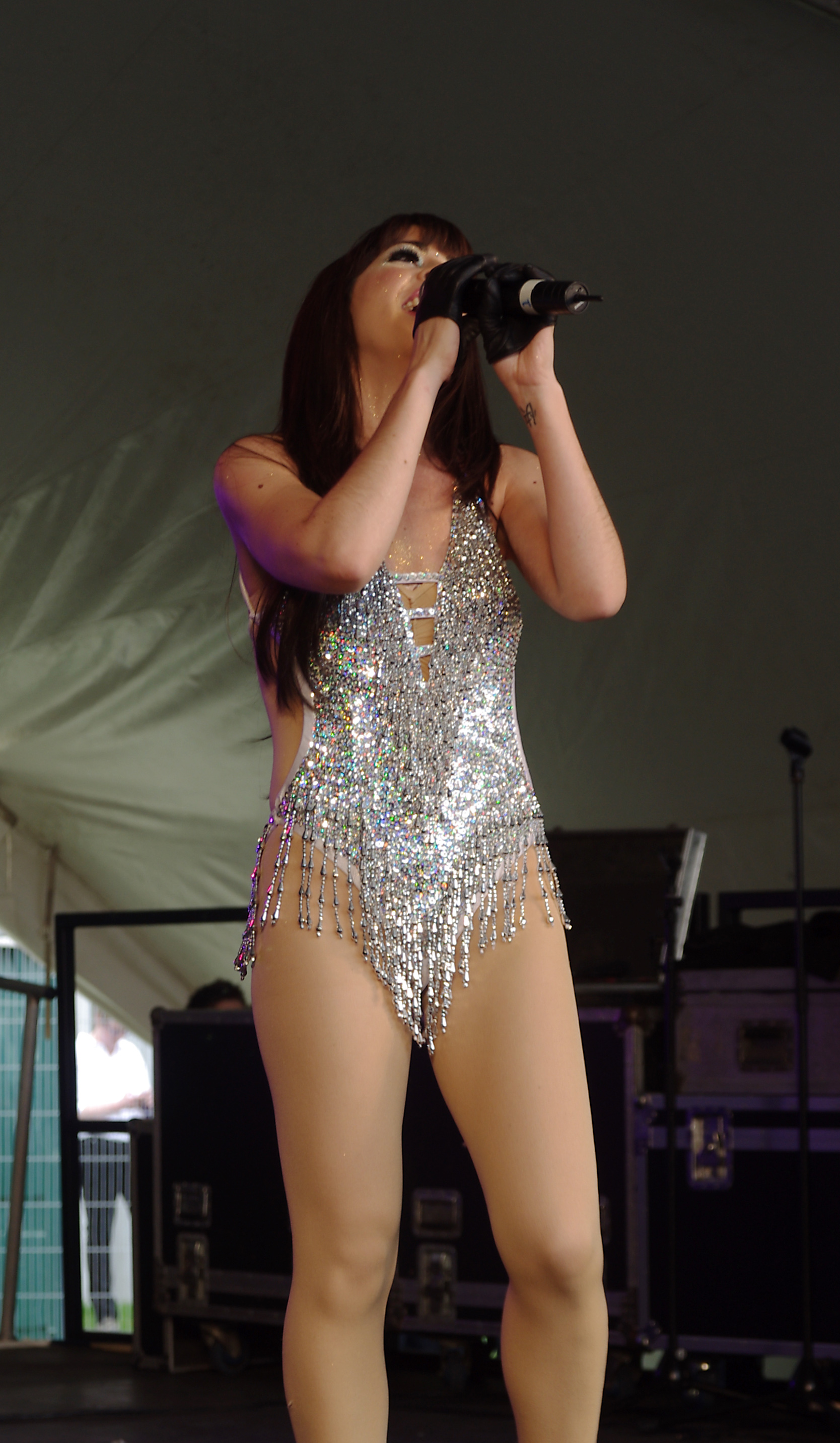
Рубі Вайт в облягаючих боді-панчохах тілесного кольору виступає на головній сцені кардіффського Марді Гра.

Боді-панчохи зазвичай бувають лише двох розмірів, особливо коли вони виготовлені з еластичного матеріалу. Їх можна носити як зі спідньою білизною, наприклад, бюстгальтером, так і без неї, та прозорі боді-панчохи занадто відверті, без іншої білизни.
Боді-панчохи надягають через шию, подібно до надягання колготок: частина тіла та рук згортається вниз, а потім частини ніг згортаються, як панчохи, одну ногу можна надіти і підтягнути одну частину панчохи вгору, а потім те ж саме на іншій нозі. Від талії панчоху підтягують через тулуб до грудей, а потім руки згинають і надягають так само, як і ноги; а потім одяг підганяється по фігурі, і зав'язуються всі стрічки і застібки.